# Alfredo García Castelblanco
Alfredo García Castelblanco, diplomático chileno es el actual Embajador de Chile en Polonia (2014- ). En el exterior ha sido Embajador de Chile en la República de Jamaica (2007-2012) y como Cónsul General de Chile en las ciudades de Salta, Argentina y Miami, Estados Unidos.

## Biografía
Alfredo García estudió derecho en la Universidad de Chile, es egresado de la Academia Diplomática Andrés Bello, cuenta con estudios de postgrado en Negociaciones Económicas Internacionales de e la Universidad de Georgetown, en Washington.
En el exterior ha sido Embajador de Chile en la República en Jamaica, concurrente en Antigua y Barbuda, Bahamas, Domínica, Santa Lucía y San Kitts y Nevi y como Cónsul General de Chile en las ciudades de Salta, Argentina y Miami, Estados Unidos. También ha ejercido funciones en las Embajadas de Chile en Australia, España, India, Portugal y Singapur.
En Santiago fue director adjunto del Ceremonial y Protocolo del Ministerio de Relaciones Exteriores y jefe de Gabinete del director general de Relaciones Económicas Internacionales (1982-1983).
En la actualidad, García es director de la Dirección de Seguridad Internacional y Humana de la Cancillería, y simultáneamente es embajador extraordinario y Plenipotenciario de Chile en Polonia.